# مياه عذبة (مسرحية)
مياه عذبة أو فريشووتر مسرحية كوميدية كتبتها وأنتجتها فرجينيا وولف عام 1935، وهي المسرحية الوحيدة التي كتبتها. على الرغم من تأدية هذه المسرحية مرة واحدة إلّا أنها تُرجمت إلى عدة لغات وأُنتجت في العديد من البلدان. 

## نبذة تاريخية
بحثت فرجينيا في حياة عمتها العظيمة، المُصوّرة الفوتوغرافية جوليا مارغريت كاميرون، ونشرت النتائج في مقال بعنوان باتيلدوم (1925)، ولاحقًا في مقدمتها في طبعة عام 1926 لصور كاميرون. بدأت العمل على مسرحية مستندة على حدث في حياة كاميرون، لكنها أهملتها. عُرضت في النهاية في 18 يناير 1935 في ستديو شقيقتها فانيسا بيل الواقع في شارع فتزروفيا. أخرجتها وولف بنفسها، كان طاقم العمل بشكل أساسي أعضاءً من مجموعة بلومزبري، بما في ذلك فانيسا، وابنتها أنجيليكا غارنيت، وزوج فرجينيا ليونارد وولف، ووالد أنجيليكا دونكان برانت. مياه عذبة عبارة عن ثلاثة أحداث قصيرة تسخر بشكل كوميدي من العصر الفيكتوري. لم تُؤدى المسرحية ثانيةً أثناء حياة وولف. عُثر عليها بين أوراق ليونارد وولف بعد وفاته عام 1969، ولم تُنشر حتى 1976، عندما أصدر دار النشر هوغارث بريس نسخة أشرف لوسيو روتولو على تحريرها، وهو الذي كان يعيش في منزل فيرجينيا وولف، منزل مونك (كوخ يقع في قرية رودمل) في ذلك الوقت. أشرف إدوارد جوري على الرسومات في هذه النسخة.

## الشخصيات المسرحية
- جوليا مارغريت كاميرون
- زوجها تشارلز هنري هاي كاميرون
- الرسّام جورج فريدريك واتس
- زوجة جورج الممثلة إلين تيري
- الشاعر، والجار ألفريد تنيسون
- السيد كريغ
- الخادمة ماري ماغدلين